# Plavání na otevřené vodě na mistrovství Evropy v plaveckých sportech 1995
Závody v plavání na otevřené vodě na mistrovství Evropy v plaveckých sportech za rok 1995 proběhly ve Vídni, Rakousko ve dnech 17. až 27. srpna 1995.

## Česká stopa
V závodě na 5 km žen startovalo 14 závodnic – Petra Passerová (*1976) z USK Praha obsadila 4. místo, Yvetta Hlaváčová (*1975) z KPSP Kometa Brno 5. místo a Kateřina Passerová (*1975) z USK Praha 6. místo. V závodě na 25 km žen startovalo 18 závodnic – Yvetta Hlaváčová (*1975) z KPSP Kometa Brno obsadila 3. místo a získala bronzovou medaili, Radka Nechmačová (*1978) z KPSP Kometa Brno obsadila 10. místo a Eva Nováková (*1977) z KVS Plzeň 15. místo.
V závodě na 5 km mužů startovalo 19 závodníků – Vlastimil Burda (*1975) z USK Praha obsadil 4. místo. V závodě na 25 km mužů startovalo 18 závodníků – Michael Drozd (*1968) z USK Praha obsadil 7. místo a Michal Špaček (*1973) z VSK Univerzita Brno 14. místo.

## Výsledky
| Muži  | Zlato                     | Zlato     | Stříbro                   | Stříbro   | Bronz                     | Bronz     |
| ----- | ------------------------- | --------- | ------------------------- | --------- | ------------------------- | --------- |
| 5 km  | Alexej Akaťjev (RUS)      | 55:00,3   | Christof Wandratsch (GER) | 56:06,8   | Samuele Pampana (ITA)     | 56:10,3   |
| 25 km | Christof Wandratsch (GER) | 5:11:36,3 | Alexej Akaťjev (RUS)      | 5:13:49,8 | Stéphane Lecat (FRA)      | 5:14:46,4 |
| Ženy  | Zlato                     | Zlato     | Stříbro                   | Stříbro   | Bronz                     | Bronz     |
| 5 km  | Rita Kovácsová (HUN)      | 1:00:38,3 | Peggy Büchseová (GER)     | 1:00:50,8 | Valeria Caspriniová (ITA) | 1:01:07,6 |
| 25 km | Peggy Büchseová (GER)     | 5:32:36,4 | Edith van Dijková (NED)   | 5:36:05,5 | Yvetta Hlaváčová (CZE)    | 5:38:08,3 |

## Medailová bilance
V plavání na otevřené vodě se rozdělily celkem 4 sady medailí.
| Pořadí | Stát             |       | Muži    | Muži  | Muži  |         | Ženy  | Ženy  | Ženy    |       | Muži + Ženy | Muži + Ženy | Muži + Ženy | Celkem |
| Pořadí | Stát             | Zlato | Stříbro | Bronz | Zlato | Stříbro | Bronz | Zlato | Stříbro | Bronz |             |             |             | Celkem |
| ------ | ---------------- | ----- | ------- | ----- | ----- | ------- | ----- | ----- | ------- | ----- | ----------- | ----------- | ----------- | ------ |
| 1.     | Německo (GER)    |       | 1       | 1     | 0     |         | 1     | 1     | 0       |       | 2           | 2           | 0           | 4      |
| 2.     | Rusko (RUS)      |       | 1       | 1     | 0     |         | 0     | 0     | 0       |       | 1           | 1           | 0           | 2      |
| 3.     | Maďarsko (HUN)   |       | 0       | 0     | 0     |         | 1     | 0     | 0       |       | 1           | 0           | 0           | 1      |
| 4.     | Itálie (ITA)     |       | 0       | 0     | 1     |         | 0     | 0     | 1       |       | 0           | 0           | 2           | 2      |
| 5.     | Nizozemsko (NED) |       | 0       | 0     | 0     |         | 0     | 1     | 0       |       | 0           | 1           | 0           | 1      |
| 6.     | Francie (FRA)    |       | 0       | 0     | 1     |         | 0     | 0     | 0       |       | 0           | 0           | 1           | 1      |
| 6.     | Česko (CZE)      |       | 0       | 0     | 0     |         | 0     | 0     | 1       |       | 0           | 0           | 1           | 1      |
| Celkem | Celkem           |       | 2       | 2     | 2     |         | 2     | 2     | 2       |       | 4           | 4           | 4           | 12     |